# Vale de Prazeres
Vale de Prazeres é uma localidade portuguesa do Município do Fundão que foi sede da extinta Freguesia de Vale de Prazeres, freguesia que tinha 54,36 km² de área e 1 267 habitantes (2011), e, por isso, uma densidade populacional de 22,9 hab/km².
A Freguesia de Vale de Prazeres  foi extinta em 2013, no âmbito de uma reforma administrativa nacional, tendo sido agregada à Freguesia de Mata da Rainha para formar uma nova freguesia denominada União das Freguesias de Vale de Prazeres e Mata da Rainha da qual é a sede.

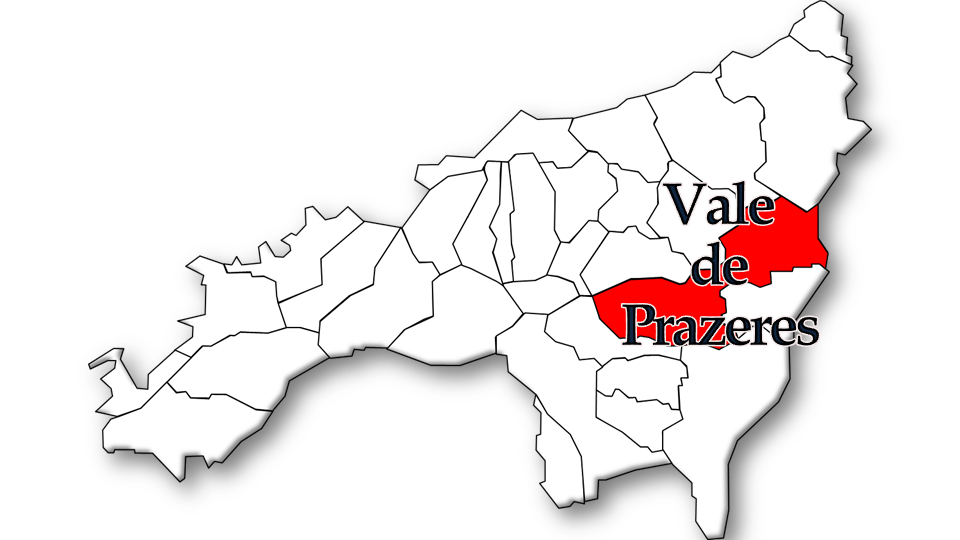
Localização no Município do Fundão

## População
| População da freguesia de Vale de Prazeres | População da freguesia de Vale de Prazeres | População da freguesia de Vale de Prazeres | População da freguesia de Vale de Prazeres | População da freguesia de Vale de Prazeres | População da freguesia de Vale de Prazeres | População da freguesia de Vale de Prazeres | População da freguesia de Vale de Prazeres | População da freguesia de Vale de Prazeres | População da freguesia de Vale de Prazeres | População da freguesia de Vale de Prazeres | População da freguesia de Vale de Prazeres | População da freguesia de Vale de Prazeres | População da freguesia de Vale de Prazeres | População da freguesia de Vale de Prazeres |
| ------------------------------------------ | ------------------------------------------ | ------------------------------------------ | ------------------------------------------ | ------------------------------------------ | ------------------------------------------ | ------------------------------------------ | ------------------------------------------ | ------------------------------------------ | ------------------------------------------ | ------------------------------------------ | ------------------------------------------ | ------------------------------------------ | ------------------------------------------ | ------------------------------------------ |
| 1864                                       | 1878                                       | 1890                                       | 1900                                       | 1911                                       | 1920                                       | 1930                                       | 1940                                       | 1950                                       | 1960                                       | 1970                                       | 1981                                       | 1991                                       | 2001                                       | 2011                                       |
| 1 801                                      | 2 195                                      | 2 371                                      | 2 469                                      | 3 349                                      | 3 131                                      | 4 136                                      | 4 485                                      | 4 302                                      | 4 025                                      | 2 317                                      | 1 881                                      | 1 746                                      | 1 510                                      | 1 267                                      |

Com lugares desta freguesia foi criada, pelo decreto-lei n.º 733/76, a freguesia de Mata da Rainha (Fonte: INE)

## Património
- Igreja de S. Bartolomeu (matriz)
- Torre sineira
- Capela da Sr.ª das Preces
- Capela do Espírito Santo
- Solar Pinto de Castello Branco, Casa Pinto ou Quinta da Porta.[4]
- Castro da Covilhã Velha
- Trecho de Calçada Romana
- Torre do Relógio
- Fontanários
- Miradouros
- Portela da Gardunha

## Povoações Anexas
- Cortiçada
- Quintas do Monte Leal
- Monte Valente
- Catrão
- Póvoa da Palhaça
- Quinta da Bela Vista
- Torre dos Namorados